# سيرجي سميرنوف
سيرجي سميرنوف (الروسية: Смирнов, Сергей Валентинович) هو منافس ألعاب قوى روسي، ولد في 17 سبتمبر 1960 في سانت بطرسبرغ في روسيا، وتوفي في 18 سبتمبر 2003.

## وصلات خارجية
- سيرجي سميرنوف على موقع الاتحاد الدولي لألعاب القوى (الإنجليزية)
- سيرجي سميرنوف على موقع أوليمبيديا (الإنجليزية)